# Четара
Четара (итал. Cetara) —  коммуна в Италии, располагается в регионе Кампания, в провинции Салерно.
Население составляет 2355 человек (на 2001 г.), плотность населения составляет 589 чел./км². Занимает площадь 4 км². Почтовый индекс — 84010. Телефонный код — 089.
Покровителем коммуны почитается святой апостол Пётр. Праздник ежегодно празднуется 29 июня.